# Spatharius
Lo spatharius era un militare dell'esercito bizantino. Il termine proviene dal greco σπαθάριος - spatharios, "colui che porta la spada".
Si chiamava così, nell'impero romano d'oriente, già nell'età di Teodosio, la guardia del corpo dell'imperatore; il termine presso i Visigoti assurse poi a dignità nobiliare. Nello Strategikon, manuale d'arte militare dell'impero bizantino del VI secolo, si tratta di un grado dell'esercito, i cui membri vengono collocati nello schieramento subito dopo il generale e prima dei bucellarii. Nella Lex Alamannorum (tit. LXXIII "spadarii") formalizzata a partire dal 730 peraltro indica non colui che porta la spada, ma chi la fabbrica. 